# Dacnusa aquilegiae
Dacnusa aquilegiae är en stekelart som beskrevs av Marshall 1896. Dacnusa aquilegiae ingår i släktet Dacnusa och familjen bracksteklar. Inga underarter finns listade i Catalogue of Life.